# Еркенчо
Еркенчо (ісп. Erkencho) — традиційний аргентинський духовий музичний інструмент, різновид сигнального рогу. Поширений на півночі Аргентини.

## Опис

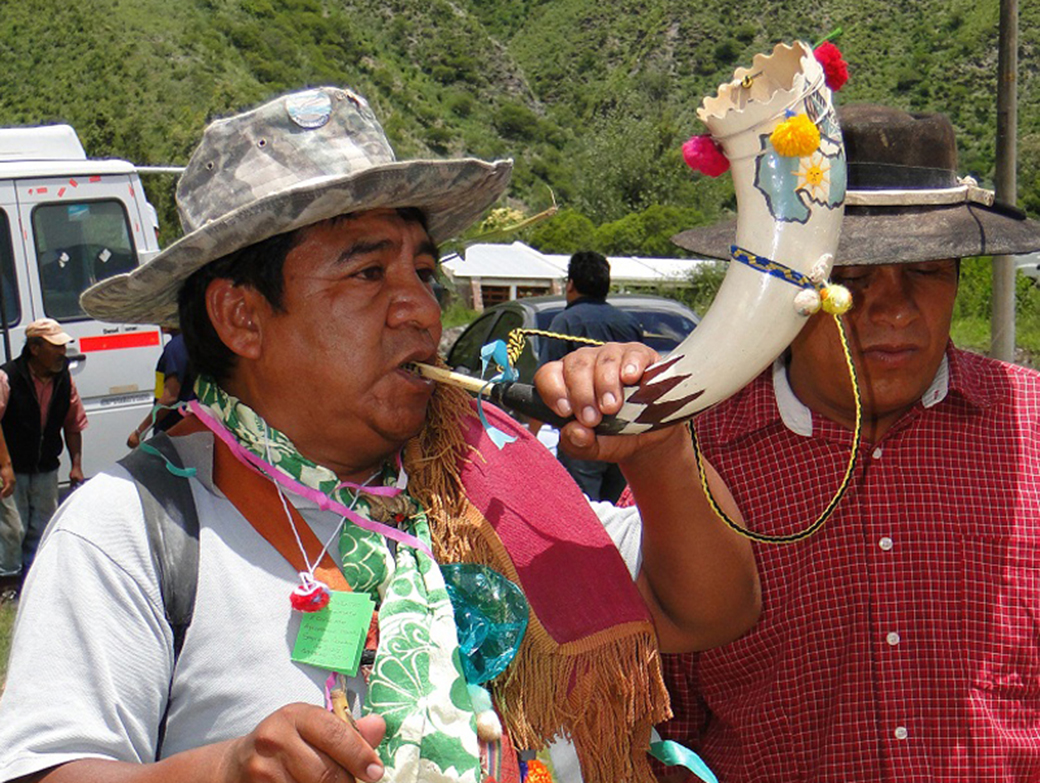
Гра на еркенчо

При виготовленні еркенчо, гострий кінець порожнього рога зрізають і в нього вставляють мудштук з тростини або очерету. Еркенчо сягає завдовжки 25-35 см.
Видає звук, що схожий на звук шофара.

## Історія
Назва «еркенчо» є зменшувальною формою назви іншого інструменту — ерке, тобто еркенчо — це маленький ерке. Проте еркенчо походить від індіанського інструменту путуту. На відміну від еркенчо, путуту виготовлявся з великої мушлі морського молюска.
Еркенчо з'явився десь на початку XX століття у регіоні Гран-Чако на півночі Аргентини. Використовувався місцевими пастухами. Ідею інструменту вони взяли в індіанців кечуа, але замість мушлі використали доступніший матеріал — роги худоби. Еркенчо використовується пастухами як сигнальний інструмент (наприклад для збору худоби), а також музикантами у народній музиці. Музиканти, як правило, використовують еркенчо у парі з нашийним барабаном, тримаючи у правій руці еркенчо, а лівою вдаряючи паличкою у барабан.